# Seibersdorf und Unterwaltersdorf
Die Herrschaft Seibersdorf und Unterwaltersdorf war eine Grundherrschaft im Viertel unter dem Wienerwald im Erzherzogtum Österreich unter der Enns, dem heutigen Niederösterreich.

## Ausdehnung
Die Herrschaft, die eigentlich aus zwei Herrschaften bestand, umfasste zuletzt die Ortsobrigkeit über Seibersdorf, Reisenberg, Unterwaltersdorf, Schranawand, Mitterndorf und dann zerstreute Untertanen in Deutsch-Brodersdorf, Weigelsdorf und Moosbrunn. Der Sitz der Verwaltung befand sich im Schloss Seibersdorf.

## Geschichte
Letzter Inhaber der Familienfideikommissherrschaft war Karl Graf von Cavriani (1803–1870). Nach den Reformen 1848/1849 wurde die Herrschaft aufgelöst.